# スタラヤ・ルーサ

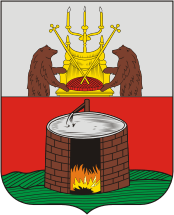
紋章

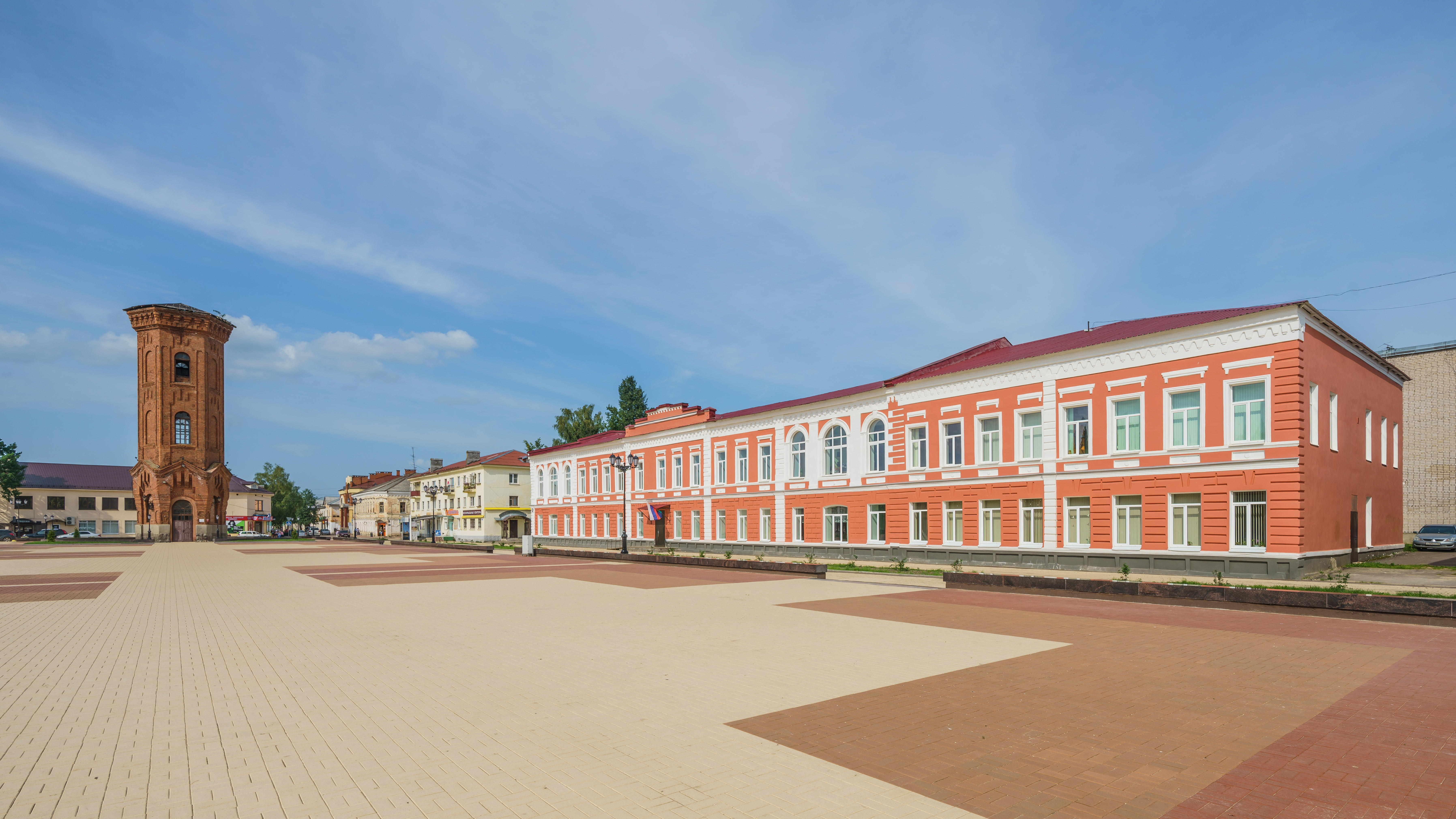
大聖堂広場

スタラヤ・ルーサ（スターラヤ・ルーサ、スタラヤルッサ、ロシア語:Ста́рая Ру́сса；ラテン文字表記: Staraya Russa）は、ロシア・ノヴゴロド州の古都。人口は2万7487人（2021年）で、州内第三の都市。
州都ノヴゴロドからイリメニ湖を挟んで南に99kmの距離にある。スタラヤ・ルーサはイリメニ湖に流入するポリスト川に面しており古くは河港として栄えた。スターラヤ・ルーサ空港が立地する。

## 歴史

2003年発行の10ルーブル硬貨に描かれたスターラヤ・ルーサの風景

おそらく街の始まりは10世紀半ばと推測されるが、文献にその名が初出するのは1076年のことで、ラドガ、プスコフとともにノヴゴロド公国（ノヴゴロド共和国）の主要都市とされている。その名はヴァリャーグ（ヴァイキング）の時代に遡る。その内の一部族はルーシ族を自称し、現在のスタラヤ・ルーシ付近に入植し、スカンジナビアから川伝いに黒海を目指す水上交易路（ヴァリャーグからギリシアへの道、ノヴゴロドからポロツクを経てキエフに至る）の中間を押さえた。
ルーサにあった木造の入植地は1190年と1194年に焼き払われた。1478年、ノヴゴロド公国がモスクワ大公国に併合されるとルーサもモスクワ大公国の一部となった。「スターラヤ」（古い）という語は15世紀、新しくできたルーサという名の町と区別するために頭につけられた。
15世紀から17世紀にかけて、古い水上交易の街は製塩を中心とする工業都市へと変わっていった。イヴァン雷帝（在位1533年-1584年）が君主になった時期、スタラヤ・ルーサはロシアで4番目に人口の多い都市だった（モスクワ、プスコフ、ノヴゴロドの次）。しかしリューリク朝断絶後の大動乱の時代、スタラヤ・ルーサはポーランド軍に蹂躙され荒廃し人口は激減した。1613年の時点での人口はわずか38人だった。
1824年、アレクサンドル1世は屯田兵（Военные поселения）をスタラヤ・ルーサ付近に置いたが、これは1831年のコレラ大流行後の「コレラ暴動」の舞台になった。1828年には温泉が開設され、この頃から湯治客が大勢集まるようになった。フョードル・ドストエフスキーは1875年から1878年、および1880年にこの街に住んでおり、ドストエフスキーの小説『カラマーゾフの兄弟』（1879年 - 1880年）の物語の舞台である「スコトプリゴニエフスク」（Skotoprigonievsk、家畜追込町）という架空の町はスタラヤ・ルーサがモデルになっている。
第二次世界大戦ではドイツ軍に占領され（1941年8月9日 - 1944年2月18日）戦闘で完全に破壊されたが、戦後再建されている。ソビエト連邦崩壊後、ロシアの他の地域同様に人口は減っており、1989年の国勢調査で41,538人だった人口は2008年に35,000人を割り込んだ。

## 観光
スタラヤ・ルーサは温泉が湧いているため温泉療法を中心とするリゾートが造られている。鉱泉の水は、水浴、飲用、吸入などに使われており、ヴェルフネイェ湖やスレドネイェ湖、あるいは人工湖の底から採取された薬効のある泥も使用される。ドストエフスキーが執筆を行った夏の家も博物館として開放されている。
歴史的建造物も多く、聖堂のある「変容修道院」は1198年に70日間で建設されたとされ、15世紀に部分的に再建されている。17世紀の建物や教会も多く、市の教会（1678年）はキリストの復活に捧げられている。その他の建物には、ドストエフスキー家の教会でもある聖ゲオルギイ教会（1410年）や殉教者ミナ教会（14世紀）、至聖三者教会（1676年）などがある。